# Argyroeides eurypon
Argyroeides eurypon là một loài bướm đêm thuộc phân họ Arctiinae, họ Erebidae.